# Comuna de Sępólno Krajeńskie
Sępólno Krajeńskie (polaco: Gmina Sępólno Krajeńskie) é uma gminy (comuna) na Polónia, na voivodia de Cujávia-Pomerânia e no condado de Sępoleński. A sede do condado é a cidade de Sępólno Krajeńskie.
De acordo com os censos de 2007, a comuna tem 15 906 habitantes, com uma densidade 69,4 hab/km².

## Área
Estende-se por uma área de 229,18 km², incluindo:
- área agricola: 61%
- área florestal: 27%

## Demografia
Dados de 30 de Junho 2004:
|                      | Total   | Total | Mulheres | Mulheres | Homens  | Homens |
| -------------------- | ------- | ----- | -------- | -------- | ------- | ------ |
|                      | pessoas | %     | pessoas  | %        | pessoas | %      |
| População            | 15 782  | 100   | 8052     | 51       | 7730    | 49     |
| Densidade (pop./km²) | 68,9    | 100   | 35,1     | 35,1     | 33,7    | 33,7   |

De acordo com dados de 2002, o rendimento médio per capita ascendia a 1186,6 zł.

## Comunas vizinhas
- Debrzno, Gostycyn, Kęsowo, Kamień Krajeński, Sośno, Więcbork